# サンプラザ中野くんのDO NIGHT!?
サンプラザ中野くんのDO NIGHT!?（サンプラザなかのくんのどないと）は文化放送で毎週土曜日の18:00〜20:50に放送されていたラジオ番組。2008年11月15日放送開始、2009年4月4日終了。

## パーソナリティ
- サンプラザ中野くん
- 吉田涙子（文化放送アナウンサー）

サンプラザ中野くんが、舞台「鉄人28号」に出演したため、
- 1月17日 カンニング竹山
- 1月24日 荘口彰久
- 2月7日 城咲仁

が代役を務めた。また、1月31日はサンプラザ中野くんが遅刻したため、急遽、荘口彰久と益戸育江をブッキングした。スタッフは皆、ふんどしを履かせられている。益戸は、ふんどし愛好家としての縁。

## タイムテーブル
- 18:00 オープニング
- 18:15 バイバイ!マネー!!
- 18:30 サタデーナイト・ランナー
- 18:48 交通情報
- 19:16 ど〜かひとつ!
- 19:25 メール・FAX紹介
- 19:30 サンプラザ中野くん、思い出セレクション
- 19:45 文化放送ニュース、天気予報
- 20:10 Do ナイしてる?
- 20:30 からだ張ります

## コーナー
バイバイ!マネー!!
金融ジャーナリスト川口一晃に電話をかけ話を聞きつつ、サンプラザ中野くんが株、FX投資について解説する。
サタデーナイト・ランナー
走ることの楽しさを伝える。増田明美の指導の下、吉田涙子がフルマラソン完走を目指すことになった。
参加したレース
- 第1回いすみ健康マラソン 増田明美杯 5km
- 旭市飯岡しおさいマラソン 5km
- 熊谷さくらマラソン 10km

ど～かひとつ!
レコード会社の人やアーチストがやってきて宣伝する。
サンプラザ中野くん、思い出セレクション
エピソードと共に曲を流す。
Do ナイしてる?
生電話し、電話終了後にリクエスト曲をかける。
からだ張ります
いろいろな健康法をからはりモニターに検証してもらう。
からはりモニターメンバー
- 1号 木村晃健
- 2号 永岡真実
- 3号 竹中三佳